# Saint-Rustice
Saint-Rustice é uma comuna francesa na região administrativa de Occitânia, no departamento de Alta Garona. Estende-se por uma área de 2,36 km². Em 2010 a comuna tinha 457 habitantes (densidade: 193,6 hab./km²).

## Monumentos

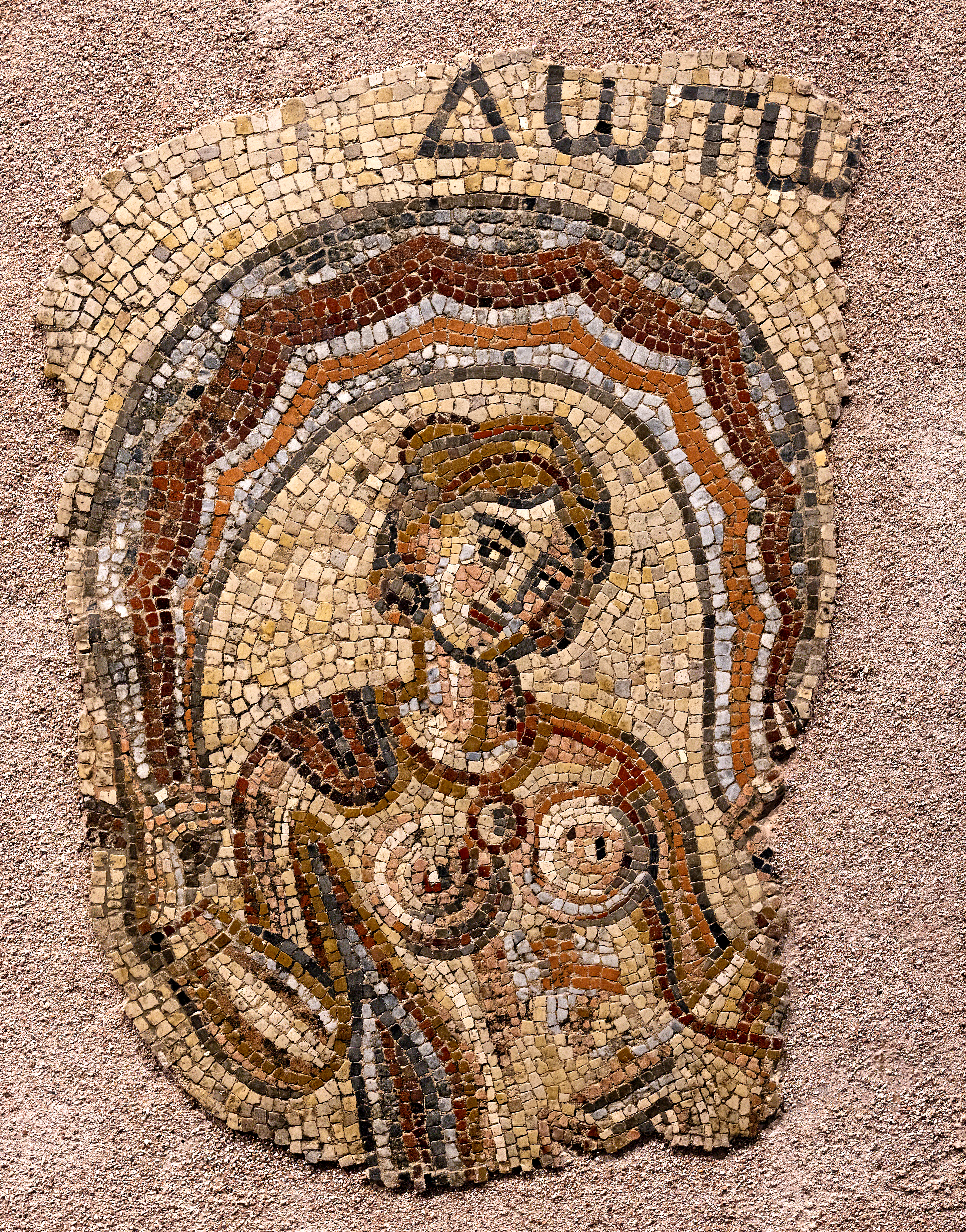
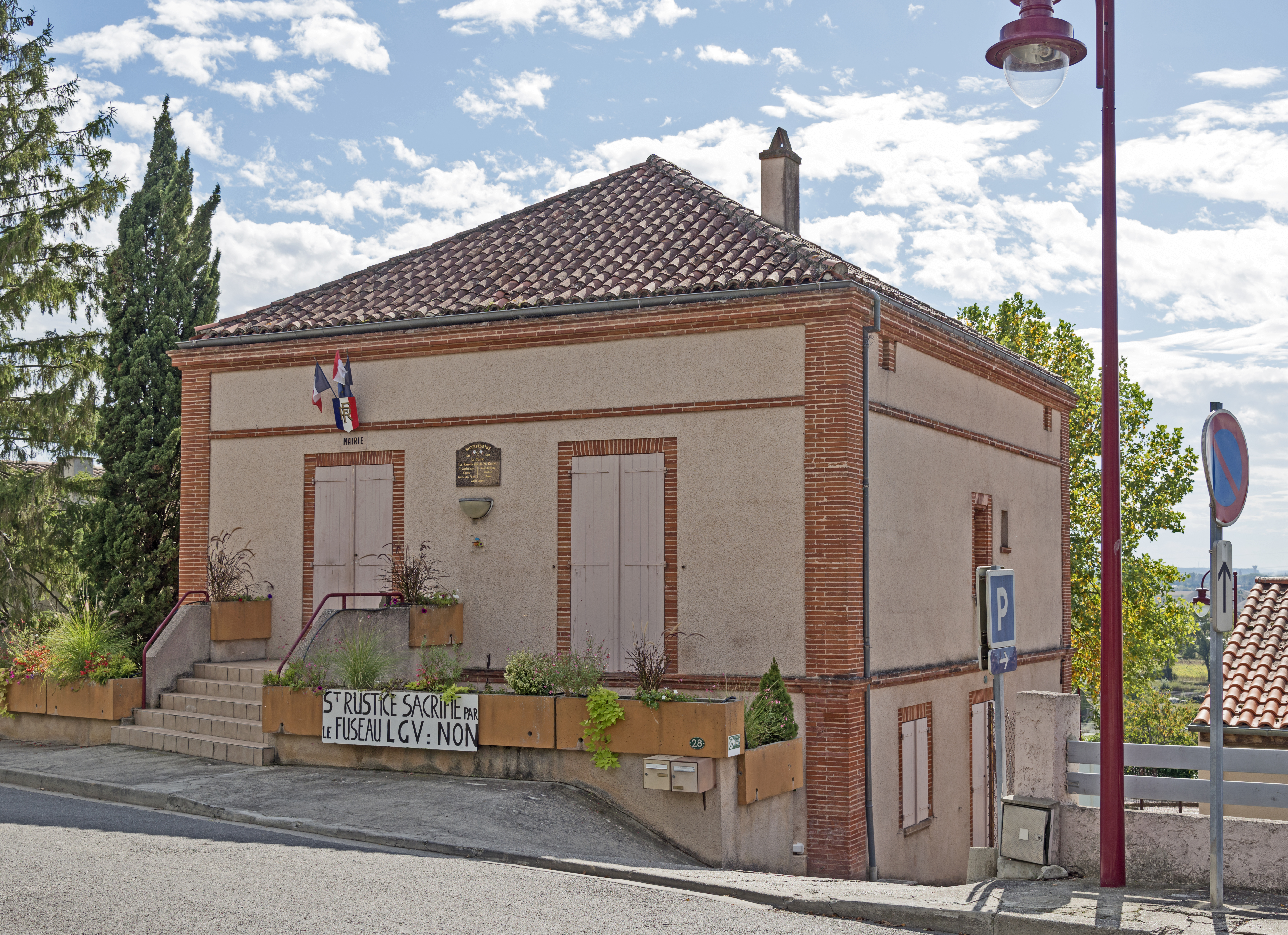
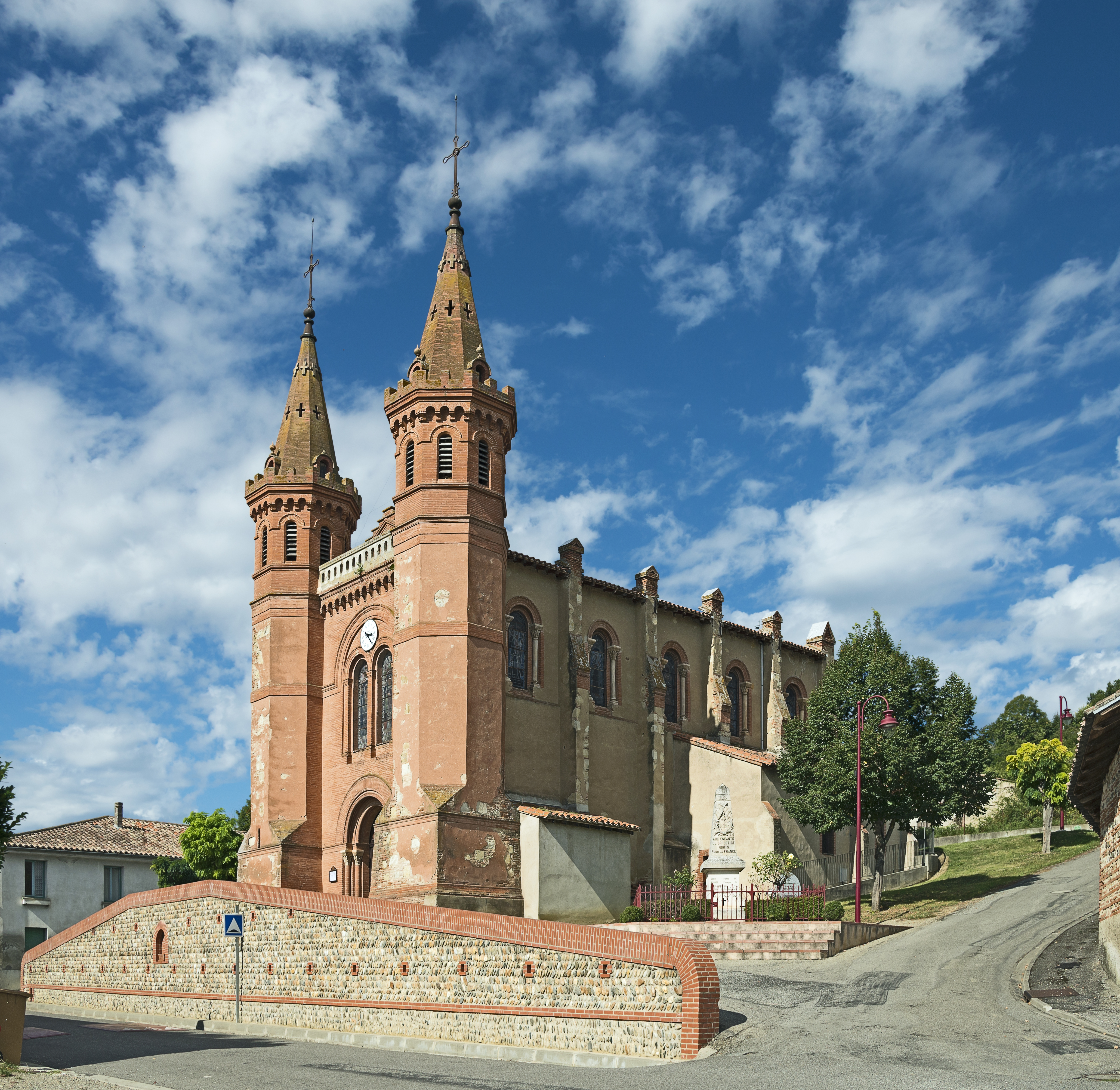

1. 1 2  «Populations légales 2018. Recensement de la population Régions, départements, arrondissements, cantons et communes». www.insee.fr (em francês). INSEE. 28 de dezembro de 2020. Consultado em 13 de abril de 2021